# Nhà thờ chính tòa Siena
Nhà thờ chính tòa Siena (tiếng Ý: Duomo di Siena) là một nhà thờ có từ thời trung cổ ở Siena, Ý, hiến đâng từ những ngày đầu như là một nhà thờ Công giáo La Mã Maria, và bây giờ cống hiến cho Lễ Đức Mẹ Lên Trời.
Trước đây là trụ sở giám mục của Giáo phận Siena, từ thế kỷ 15 của Tổng Giáo phận Siena, nó bây giờ của Tổng Giáo phận Siena-Colle di Val d'Elsa-Montalcino.
Nhà thờ chính tòa này ban đầu được thiết kế và hoàn thành giữa năm 1215 và 1263 tại chỗ của một kiến trúc có trước đó. Nó có hình dạng của một cây thánh giá Latinh với một cánh Ngang trong nhà thờ hơi nhô ra, một mái vòm và một tháp chuông. Mái vòm vương lên từ một nền móng có dạng lục giác với các cột hỗ trợ. Các đèn lồng trên đỉnh mái vòm được Gian Lorenzo Bernini thêm vào. Gian giữa của giáo đường được tách ra khỏi hai lối đi bởi vòm hình bán nguyệt. Ngoại thất và nội thất được xây dựng bằng đá cẩm thạch trắng và xanh lá-đen thành những sọc xen kẽ nhau, với việc bổ sung các bằng đá cẩm thạch màu đỏ trên mặt tiền. Đen và trắng là những màu sắc mang tính biểu tượng của Siena, liên quan đến những con ngựa màu đen và màu trắng của 2 nhà sáng lập theo huyền thoại của thành phố, Senius và Aschius.

## Lịch sử
Nguồn gốc của cấu trúc đầu tiên thì mơ hồ và đầy huyền thoại. Trong thế kỷ thứ 9 có một nhà thờ với cung điện của giám mục tại vị trí hiện tại. Trong tháng 12 năm 1058 một công nghị mà tổ chức tại nhà thờ này dẫn đến việc bầu Giáo hoàng Nicôla II và sự phế truất Giáo hoàng đối lập Biển Đức X.
Trong năm 1196 phường hội thợ xây nhà thờ, Opera di Santa Maria, được cho phụ trách việc xây dựng một nhà thờ mới. Công trình được bắt đầu với cánh Ngang phía bắc - nam, và hoạch định phần chính rộng hơn sẽ được thêm vào sau đó, nhưng sự mở rộng này không bao giờ được hoàn tất .
Vào năm 1215 những buổi lễ hàng ngày đã được thực hiện trong nhà thờ mới. Có ghi chú từ năm 1226 trở đi việc chuyên chở đá cẩm thạch màu đen và trắng, có lẽ cho việc xây dựng các mặt tiền và tháp chuông. Các hầm và Gian Ngang được xây dựng vào năm 1259-1260. Năm 1259 Manuello di Ranieri và con trai ông Parri khắc một số quầy dàn hợp xướng bằng gỗ, được thay thế khoảng 100 năm sau đó và bây giờ đã biến mất. Trong năm 1264, Rosso Padellaio được trả tiền cho khối cầu bằng đồng trên đỉnh của mái vòm.
Một sự bổ sung lớn thứ hai của phần chính nhà thờ được hoạch đinh vào năm 1339. Nếu hoàn tất nó sẽ tăng gấp đôi kích thước của cấu trúc bằng một gian giữa nhà thờ hoàn toàn mới và hai lối đi vuông góc với gian giữa nhà thờ hiện tại và trung tâm trên bàn thờ cao. Việc xây dựng được bắt đầu dưới sự chỉ đạo của Giovanni di Agostino, được biết đến nhiều hơn như là một nhà điêu khắc. Việc xây dựng đã bị ngưng bởi bệnh dịch hạch, được gọi là cái chết đen vào năm 1348. Những sai lầm cơ bản trong xây dựng trở nên rõ ràng vào lúc đó, tuy nhiên công việc không bao giờ được nối tiếp. Các bức tường bên ngoài, phần còn lại của phần mở rộng này, bây giờ có thể được nhìn thấy ở phía nam của Duomo. Nền nhà của gian giữa chưa hoàn thành bây giờ đóng vai trò như một bãi đậu xe và bảo tàng, và mặc dù chưa hoàn thành, phần còn lại là minh chứng cho quyền lực, tham vọng và thành tựu nghệ thuật của người Siena.
Bên dưới dàn hợp xướng của Duomo (nhà thờ), phòng dẫn vào bên trong nhà thờ có một bức tranh tường quan trọng vào cuối thế kỷ 13 (khoảng năm 1280) được tìm thấy và khai quật vào năm 1999-2003. Những bức tranh tường hoạ tiết những cảnh từ Cựu Ước và cuộc đời của Chúa Kitô. Đây là một phần của lối vào của một nhà thờ trước đó. Nhưng khi nhà báp-têm được xây dựng, nhà thờ dưới mặt đất này chứa đầy những mảnh vụn. Phòng này bây giờ được mở cửa cho công chúng.
Tháp chuông có sáu cái chuông, cái lâu đời nhất được làm vào năm 1149. 